# Moderna material
Moderna material är ett studioalbum av proggruppen Blå Tåget, utgivet 1999 på MNW. Albumet var deras första studioalbum sedan 1974 års Slowfox.

## Låtlista
1. "Köpa skor" - 3:44
2. "Solnedgång vid Fagertärn" - 3:54
3. "Vårdagjämning" - 3:20
4. "Allt var liksom i rörelse" - 2:31
5. "Till en särskild ö" - 4:07
6. "Hennes melodi" - 3:05
7. "Konstiga tider" - 3:36
8. "Det var en gång en dröm" - 4:20
9. "Berusad och rädd" - 3:32
10. "Östersjövalsen" - 3:30
11. "Titta tussilago" - 3:02
12. "Brandsoldaten Lisa" - 3:58
13. "På Grand" - 4:25
14. "Gamla Miss Ellen" - 3:00
15. "Moderna material" - 4:41
16. "Nyårsafton" - 2:11

## Medverkande musiker
- Carl Johan De Geer - refrängsång
- Kjell Westling - sträng- och blåsinstrument
- Leif Nylén - trummor
- Mats G Bengtsson - klaviatur
- Tore Berger - sång, klarinett
- Torkel Rasmusson - sång, munspel
- Urban Yman - bas, fiol, sång

### Fotnoter
1. ↑  ”1969-1974”. Progg.se. Arkiverad från originalet den 29 februari 2012. https://web.archive.org/web/20120229100825/http://www.progg.se/band.asp?ID=12&skiva=54. Läst 7 februari 2012.